# Rúnar Kristinsson
Rúnar Kristinsson (Reykjavík, 5 de setembro de 1969) é um ex-futebolista e treinador de futebol islandês que atuava como meio-campista. Atualmente, é o técnico do KR.

## Carreira
Revelado nas categorias de base do KR, Kristinsson estreou no futebol com apenas 16 anos de idade. Em sua primeira passagem pelos KR-ingar, participou de 126 jogos e marcou 21 gols entre 1987 e 1994, ano em que venceu a Copa da Islândia. No mesmo ano foi contratado pelo Örgryte, onde atuou por 3 temporadas.
Ele ainda passaria pelo Lillestrøm da Noruega entre 1997 e 2000 antes de se destacar no futebol belga, onde defendeu o Lokeren em 189 partidas e marcou 37 vezes. Na segunda metade da temporada 2007-08, voltaria ao KR para encerrar a carreira aos 38 anos.

## Seleção Islandesa
Com passagem pelas seleções de base da Islândia, o meio-campista estreou na equipe principal em 1987, aos 17 anos, contra a União Soviética, em jogo válido pelas eliminatórias da Eurocopa de 1988. Com 104 jogos disputados em 17 anos de carreira internacional, Kristinsson é o recordista de participações pelos Strákarnir okkar, porém marcou apenas 3 gols - 2 contra Malta, em 1991 e outro em 1999, na vitória sobre a Armênia por 2 a 0.

## Carreira de técnico
Em 2010, fez sua estreia como treinador no KR, onde permaneceria durante 4 anos. Ele ainda comandaria Lillestrøm e Lokeren entre 2014 e 2017, quando regressaria novamente ao clube onde iniciara a carreira de jogador. Pelo KR, foram 8 títulos (2 Campeonatos Islandeses, 3 Copas nacionais, 1 Copa da Liga e 1 Supercopa)

## Títulos
KR
- Copa da Islândia: 1994